# Кубок Ірландії з футболу 2022
Кубок Ірландії з футболу 2022 — 102-й розіграш кубкового футбольного турніру в Ірландії. Титул вшосте здобув Деррі Сіті.

## Календар
| Раунд                 | Дата                      | Матчі | Клуби   |
| --------------------- | ------------------------- | ----- | ------- |
| Кваліфікаційний раунд | 22 квітня — 8 травня 2022 | 6     | 38 → 32 |
| 1/16 фіналу           | 29–31 липня 2022          | 16    | 32 → 16 |
| 1/8 фіналу            | 26–28 серпня 2022         | 8     | 16 → 8  |
| 1/4 фіналу            | 16–18 вересня 2022        | 4     | 8 → 4   |
| 1/2 фіналу            | 16 жовтня 2022            | 2     | 4 → 2   |
| Фінал                 | 13 листопада 2022         | 1     | 2 → 1   |

## 1/8 фіналу
| Команда 1                  | Рахунок | Команда 2             |
| -------------------------- | ------- | --------------------- |
| 26 серпня 2022             |         |                       |
| Лукан Юнайтед (3)          | 0:2     | Богеміан              |
| Деррі Сіті                 | 2:0     | Корк Сіті (2)         |
| Голвей Юнайтед (2)         | 2:3     | УКД                   |
| Вексфорд Ютс (2)           | 2:3 дч  | Дандолк               |
| Бонагі Юнайтед (3)         | 0:4     | Шелбурн               |
| 27 серпня 2022             |         |                       |
| Малахайд Юнайтед (3)       | 0:6     | Вотерфорд Юнайтед (2) |
| Мейнут Юніверсіті Таун (3) | 0:3     | Тріті Юнайтед (2)     |
| 28 серпня 2022             |         |                       |
| Дроеда Юнайтед             | 1:2 дч  | Шемрок Роверс         |

## 1/4 фіналу
| Команда 1             | Рахунок | Команда 2     |
| --------------------- | ------- | ------------- |
| 16 вересня 2022       |         |               |
| Тріті Юнайтед (2)     | 4:1     | УКД           |
| Вотерфорд Юнайтед (2) | 3:2     | Дандолк       |
| 18 вересня 2022       |         |               |
| Шелбурн               | 3:0     | Богеміан      |
| Деррі Сіті            | 3:1 дч  | Шемрок Роверс |

## 1/2 фіналу
| Команда 1             | Рахунок | Команда 2         |
| --------------------- | ------- | ----------------- |
| 16 жовтня 2022        |         |                   |
| Вотерфорд Юнайтед (2) | 0:1     | Шелбурн           |
| Деррі Сіті            | 2:1     | Тріті Юнайтед (2) |

## Фінал
| 13 листопада 2022 15:00 |

| Деррі Сіті                                            | 4–0 | Шелбурн |
| ----------------------------------------------------- | --- | ------- |
| Макгонігл 18' Макджаннет 35', 61' Макенефф 90' (пен.) |     |         |

| Авіва, Дублін Глядачів: 32 412 Арбітр: Дам'єн Макграт |